# Phare de Terningen
Le phare de Terningen  (en norvégien: Terningen  fyr) est un phare côtier de la commune de Hitra, dans le comté et la région de Trøndelag (Norvège). Il est géré par l'administration côtière norvégienne (en norvégien: Kystverket).

## Histoire
Le phare, mis en service en 1833, a été érigé sur le détroit de Trondheimsleia (en), à l'embouchure du fjord de Hemnfjorden (en). Il marque l'un des principaux canaux menant au Trondheimsfjord et au port de Trondheim.Il a été automatisé en 1991.
La lumière est activée du 21 juillet au 16 mai de chaque année. La lumière est inactive et inutile à la fin du printemps et au début de l'été en raison du jour polaire.

## Description
Le phare actuel  est une tour carrée en béton de 12 mètres de haut, avec une galerie et lanterne, attenante à une maison de gardien. L'édifice est peint en blanc et le dôme de la lanterne est rouge. Son feu à occultations émet, à une hauteur focale de 18 mètres, un éclat blanc, rouge et vert selon différents secteurs toutes les 6 secondes. Sa portée nominale est de 13 milles nautiques (environ 24 km) pour le feu blanc et le feu rouge et 12 pour le feu vert.
Identifiant : ARLHS : NOR-247 ; NF-4075 - Amirauté : L1170 - NGA : 7052 .
|                      |
| Le phare (1890-1900) |

|          |
| Le phare |

### Lien connexe
- Liste des phares de Norvège